# Nikkin Maru
Nikkin Maru (日錦丸) foi um navio cargueiro japonês de 5.802 toneladas, utilizado para transporte de tropas durante a Segunda Guerra Mundial, torpedeado em 30 de junho de 1944, com pesada perda de vidas.

## O Navio
O Nikkin Maru foi originalmente construído e lançado entre 1919 e 1920, sob o nome West Ivan pelo estaleiro J. F. Duthie & Company, de Seattle, sob encomenda da United States Shipping Board Merchant Fleet Corporation.
Renomeado Golden West em 1928 e Canadian em 1937, o navio foi confiscado pelo Japão, em 1942 (provavelmente nas Filipinas), renomeado Hokusei Maru, e, finalmente, para Nikkin Maru.

## Afundamento
Em 30 de junho de 1944, o Nikkin Maru transportava cerca de 3.200 homens do  23º Exército Imperial japonês da Coreia para o Japão, quando, sem escolta, foi  detectado, torpedeado e afundado pelo submarino americano USS Tang, no Mar Amarelo, ao largo de  Mokpo (atual Coreia do Sul, nas coordenadas 35° 05' N 125° 01' E.
Provavelmente todos os soldados e tripulantes morreram no evento, tornando o naufrágio do Nikkin Maru um dos mais letais desastres marítimos da Segunda Guerra Mundial.

## References
1. ↑  «J.F Duthie». J.F Duthie. Consultado em 6 de agosto de 2016. Cópia arquivada em 21 de dezembro de 2019
2. ↑  Hackett, Bob (2018). «IJA Transport NIKKIN MARU:Tabular Record of Movement». www.combinedfleet.com. Consultado em 20 de dezembro de 2019
3. ↑  «Nikkin Maru (+1944)». Wrecksite. Consultado em 20 de dezembro de 2019
4. ↑  David L Williams. «In the Shadow of the Titanic: Merchant Ships Lost With Greater Fatalities». Consultado em 20 de dezembro de 2019
5. ↑  «Nikkin Maru - Casualties (日錦丸の被害)» (PDF) (em japonês). All Japan Seamen's Union. Consultado em 20 de dezembro de 2019